# 1074 Beljawskya
1074 Beljawskya је астероид главног астероидног појаса. Приближан пречник астероида је 47,82 ,
а средња удаљеност астероида од Сунца износи 3,156 астрономских јединица (АЈ).
Инклинација (нагиб) орбите у односу на раван еклиптике је 0,802 степени, а орбитални период износи 2048,656 дана (5,608 година). Ексцентрицитет орбите астероида износи 0,174.
Апсолутна магнитуда астероида износи 10,00 а геометријски албедо 0,077.
Астероид је откривен 26. јануара 1925. године.